# Nationaal park Aoraki/Mount Cook
Het nationaal park Aoraki/Mount Cook is genoemd naar Aoraki/Mount Cook, die met 3764 meter de hoogste berg is van Nieuw-Zeeland. Hij is heilig voor de Ngai Tahustam van het Zuidereiland.
De Maori-legende wil dat de berg en de toppen eromheen werden gevormd toen een jongen genaamd Aoraki en drie broers in een kano uit de hemel afdaalden om Papatuanuku (Moeder Aarde) te bezoeken. De kano kapseisde met als gevolg dat de jongens van de kou versteenden.
Het 700 km² grote gebied werd in 1953 tot nationaal park uitgeroepen en telt negentien pieken van meer dan 3000 meter hoog. Gletsjers als de Tasmangletsjer, de Muellergletsjer en de Hookergletsjer bedekken 40 procent van het park. Ook is er het Tasmanmeer.
Het park is bereikbaar via Highway 80 langs het Pukakimeer.